# Mycosphaerellaceae
Le Mycosphaerellaceae sono una famiglia di funghi Ascomycota. Colpiscono molte piante comuni, come l'eucalipto, la famiglia del mirto, e le Proteaceae. Hanno una distribuzione diffusa.

## Tassonomia
I seguenti generi sono inclusi in questa famiglia:
- Achorodothis
- Asperisporium
- Cercospora
- Cymadothea
- Euryachora
- Gillotia
- Isariopsis
- Melanodothis
- Mycosphaerella
- Passalora
- Phaeoramularia
- Placocrea
- Pseudocercospora
- Ramularia
- Scolicotrichum
- Septoria
- Sphaceloma
- Sphaerella
- Sphaerellothecium
- Sphaerulina
- Stenella
- Stigmidium
- Thedgonia
- Wernerella